# 크리스 보티
크리스 보티(Chris Botti, 1962년 10월 12일 ~ )는 미국의 트럼펫 연주자이다.